# David Córdoba
David Córdoba (Medellín, Antioquia, Colombia; 12 de septiembre de 1980) es un exfutbolista colombiano. Jugaba de mediocampista y su último equipo fue el Atlético Huila de Colombia.

## Clubes
| Club                    | País     | Año         |
| ----------------------- | -------- | ----------- |
| Independiente Medellín  | Colombia | 1999 - 2001 |
| Centauros Villavicencio | Colombia | 2002        |
| Pumas de Casanare       | Colombia | 2003 - 2004 |
| Cúcuta Deportivo        | Colombia | 2005 - 2007 |
| Atlético Nacional       | Colombia | 2008 - 2010 |
| Rionegro Águilas        | Colombia | 2011        |
| Atlético Huila          | Colombia | 2013        |

## Palmarés

### Campeonatos nacionales
| Título              | Club             | País     | Año  |
| ------------------- | ---------------- | -------- | ---- |
| Primera B           | Cúcuta Deportivo | Colombia | 2005 |
| Torneo Finalización | Cúcuta Deportivo | Colombia | 2006 |